# ليونيل دبليو. ماكنزي
ليونيل دبليو. ماكنزي (بالإنجليزية: Lionel W. McKenzie)‏ هو اقتصادي أمريكي، ولد في 26 يناير 1919 في مونتيزوما في الولايات المتحدة، وتوفي في 12 أكتوبر 2010 في روتشستر في الولايات المتحدة.